# Gigantocheles nilsi
Gigantocheles
Genre
Espèce
Gigantocheles nilsi, unique représentant du genre fossile Gigantocheles, est une espèce fossile d'opilions laniatores de la famille des Epedanidae.

## Répartition
Cette espèce a été découverte dans de l'ambre de Birmanie. Elle date du Crétacé supérieur.

## Fossiles
Selon Paleobiology Database en 2025, le genre Gigantocheles a une seule collection référencée de fossiles. Cette collection de fossiles est du Cénomanien inférieur du Crétacé supérieur, c'est-à-dire date de 100,5-93,9 Ma avant notre ère .

## Historique
Cette espèce a été décrite par Bartel, Dunlop, Sharma, Selden, Ren et Shih en 2020.
Ce genre a été décrit par Bartel, Dunlop, Sharma, Selden, Ren et Shih en 2020 dans les Epedanidae.

### Publication originale
- [2020] (en) C. Bartel, J. A. Dunlop, P. P. Sharma, P. A. Selden, D. Ren et C. K. Shih, « Laniatorean harvestmen (Arachnida: Opiliones) from mid-Cretaceous Burmese amber », Cretaceous Research, vol. 119,‎ 2020, p. 1–15 (DOI 10.1016/j.cretres.2020.104703). .